# Minnie Kellogg
Laura Miriam Cornelius Kellogg, conocida como Minnie Kellogg (Green Bay, Wisconsin, 1880-1949), fue una lingüista y activista iroquesa.
De familia de granjeros episcopales oneida, consiguió estudiar en las mejores universidades y llegó a ser una de las mejores lingüistas de su generación. Escribió Our Democracy and the American Indian (1920) y Indian Reveries: Gehdos of the Lost Empire (1921).
En 1911 formó parte de la Sociedad de Indios Americanos, de la que fue secretaria. Contrajo matrimonio con el abogado blanco Orrin Kellogg y se dedicó a promover las reclamaciones de tierras de los indios iroqueses, razón por la cual fue arrestada en 1913 y en 1925.
Después de los años 30 se pierde su rastro.